# Andrea Bagioli
Andrea Bagioli (* 23. března 1999) je italský profesionální silniční cyklista jezdící za UCI WorldTeam Lidl–Trek. Jeho starší bratr Nicola Bagioli byl mezi lety 2017 a 2021 také profesionálním cyklistou.

## Hlavní výsledky
2016
vítěz Trofeo Città di Loano
Grand Prix Rüebliland
6. místo celkově
2017
Course de la Paix Juniors
3. místo celkově
4. místo Gran Premio dell'Arno
Giro della Lunigiana
5. místo celkově
2018
Toscana-Terra di Ciclismo
 celkový vítěz
 vítěz bodovací soutěže
vítěz 3. etapy
2. místo Piccolo Giro di Lombardia
2. místo Lutych–Bastogne–Lutych Espoirs
3. místo GP Palio del Recioto
5. místo Giro del Medio Brenta
2019
Ronde de l'Isard
 celkový vítěz
vítěz etap 2 a 3
vítěz Piccolo Giro di Lombardia
vítěz Trofeo Città di San Vendemiano
Giro della Valle d'Aosta
vítěz 5. etapy
2020
Tour de l'Ain
vítěz 1. etapy
Settimana Internazionale di Coppi e Bartali
vítěz etap 1b (ITT) a 2
5. místo Giro dell'Emilia
7. místo Brabantský šíp
10. místo Faun-Ardèche Classic
2021
vítěz La Drôme Classic
Tour de l'Ain
4. místo celkově
 vítěz soutěže mladých jezdců
Vuelta a España
lídr  po etapách 1 – 2
2022
Volta a Catalunya
vítěz 7. etapy
3. místo Grand Prix Cycliste de Montréal
8. místo Gran Piemonte
2023
vítěz Gran Piemonte
Tour de Wallonie
vítěz 5. etapy
Okolo Slovenska
vítěz 3. etapy
2. místo Il Lombardia
3. místo La Drôme Classic
3. místo Coppa Bernocchi
6. místo Amstel Gold Race
8. místo Brabantský šíp
9. místo Clásica de San Sebastián
10. místo Trofeo Calvia

### Výsledky na Grand Tours
| Grand Tour      | 2020 | 2021 | 2022 | 2023 | 2024 |
| --------------- | ---- | ---- | ---- | ---- | ---- |
| Giro d'Italia   | —    | —    | —    | —    | 65   |
| Tour de France  | —    | —    | 98   | —    |      |
| Vuelta a España | DNF  | 90   | —    | DNF  |      |

| —   | Nezúčastnil se |
| DNF | Nedokončil     |